# Unione Sportiva Cremonese 1929-1930
Questa pagina raccoglie i dati riguardanti l'Unione Sportiva Cremonese nelle competizioni ufficiali della stagione 1929-1930.

## Stagione
Nella stagione 1929-1930 che segna l'inizio del campionato di Serie A a Cremona c'è un nuovo cambio di presidenza, si insedia Giuseppe Gerevini, per disputare il massimo campionato. Molte partenze e molti volti nuovi, anche il tecnico è nuovo l'austriaco Bela Ludwig, ma la compagine grigiorossa si rivela ben presto inadeguata, a Roma subisce un (9-0) che è la sconfitta più pesante di sempre. La settimana dopo sussulto contro la Juventus Fermata (0-0), i bianconeri a Cremona non hanno mai vinto. L'andata si chiude con tre sconfitte in fila, si cambia tecnico, al suo posto lo "zio" Secondo Talamazzini, indimenticato protagonista della Cremonese del 1913, i grigiorossi battono la Roma (1-0) ma la situazione resta critica. Contro il Milan, sotto tre reti la situazione degenera in tumulto, viene squalificato lo Zini e partita persa (0-2). Un lampo il 25 maggio con la vittoria (2-3) contro il Torino, e poi una mesta retrocessione, frutto dell'ultima posizione con 16 punti. A Cremona tutti pensano che ci sarà un ritorno immediato in Serie A, ma per tornare a riveder le stelle ci vorranno ben 54 anni.

## Rosa
| N. |                   | Ruolo | Calciatore        |
| -- | ----------------- | ----- | ----------------- |
|    | Italia (bandiera) | P     | Genesio Bozzoni   |
|    | Italia (bandiera) | P     | Loris Desti       |
|    | Italia (bandiera) | P     | Ugo Ferrazzi      |
|    | Italia (bandiera) | D     | Pietro Balestreri |
|    | Italia (bandiera) | D     | Salvatore Bindi   |
|    | Italia (bandiera) | D     | Renato Bodini II  |
|    | Italia (bandiera) | D     | Alberto Mondini   |
|    | Italia (bandiera) | D     | Libero Pollastri  |
|    | Italia (bandiera) | D     | Attilio Ravani    |
|    | Italia (bandiera) | C     | Menotti Bugna     |
|    | Italia (bandiera) | C     | Luigi Cabrini     |
|    | Italia (bandiera) | C     | Pietro Camisaschi |
|    | Italia (bandiera) | C     | Bruno Foglia      |
|    | Italia (bandiera) | C     | Dino Gabriele     |
|    | Italia (bandiera) | C     | Mario Manfredi    |

| N. |                   | Ruolo | Calciatore            |
| -- | ----------------- | ----- | --------------------- |
|    | Italia (bandiera) | C     | Evolo Musoni          |
|    | Italia (bandiera) | C     | Battista Perotti      |
|    | Italia (bandiera) | C     | Pietro Sbalzarini     |
|    | Italia (bandiera) | A     | Adolfo Agosti         |
|    | Italia (bandiera) | A     | Alfio Cavicchioli     |
|    | Italia (bandiera) | A     | Italo Defendi         |
|    | Italia (bandiera) | A     | Natale Dossena        |
|    | Italia (bandiera) | A     | Alfredo Guanzini      |
|    | Italia (bandiera) | A     | Alessandro Mazzoletti |
|    | Italia (bandiera) | A     | Aristide Rossi        |
|    | Italia (bandiera) | A     | Clemente Santopaolo   |
|    | Italia (bandiera) | A     | Olindo Serdoz         |
|    | Italia (bandiera) | A     | Otello Subinaghi      |
|    | Italia (bandiera) | A     | Leo Trovati           |

## Risultati

### Serie A

#### Girone di andata
| Arbitro: | Enrietti (Torino) |

|                                            |           |                         |
| It. Rossi 35’, 36’ Vigna 58’ Bonivento 65’ | Marcatori | 6’ Subinaghi 90’ Serdoz |

| Arbitro: | Pessato (Monfalcone) |

|                                                                                        |           |  |
| Chini Ludueña 7’ Ossoinach 13’, 37’, 75’ Volk 42’, 49’, 87’ Bernardini 86’ Benatti 88’ | Marcatori |  |

| Cremona 20 ottobre 1929 3ª giornata | Cremonese       | 0 – 0 referto | Juventus | Stadio Giovanni Zini\| Arbitro: \| Giorgi (Milano) \| |
| Arbitro:                            | Giorgi (Milano) |               |          |                                                       |

| Arbitro: | Galassi (Torino) |

|                           |           |              |
| Subinaghi 52’ Perotti 63’ | Marcatori | 90’ Pasinati |

| Arbitro: | Enrietti (Torino) |

|                              |           |                     |
| Meazza 5’, 47’ Blasevich 30’ | Marcatori | 69’, 75’ Camisaschi |

| Arbitro: | Mattea (Torino) |

|               |           |                           |
| Subinaghi 64’ | Marcatori | 17’ Banchero 52’ Levratto |

| Arbitro: | U.Gama (Milano) |

|                                        |           |  |
| Ziroli 4’, 34’, 37’ Rier 59’, 71’, 86’ | Marcatori |  |

| Cremona 24 novembre 1929 8ª giornata | Cremonese       | 0 – 0 referto | Pro Vercelli | Stadio Giovanni Zini\| Arbitro: \| Giorgi (Milano) \| |
| Arbitro:                             | Giorgi (Milano) |               |              |                                                       |

| Arbitro: | Mastellari (Bologna) |

|                                            |           |  |
| Buscaglia 61’ (rig.) Mihalic 80’ Vojak 85’ | Marcatori |  |

| Arbitro: | Galassi (Torino) |

|                                                      |           |                                 |
| Sternisa 17’, 22’, 35’ Zanasi 37’ Tansini 65’ (rig.) | Marcatori | 55’ Serdoz 63’ (aut.) Schienoni |

| Arbitro: | Rovida (Milano) |

|  |           |                     |
|  | Marcatori | 60’ (aut.) Ferrazzi |

| Arbitro: | Ferro (Milano) |

|            |           |                           |
| Agosti 44’ | Marcatori | 48’ Palandri 57’ Magnozzi |

| Arbitro: | Gonani (Ravenna) |

|  |           |            |
|  | Marcatori | 34’ Serdoz |

| Arbitro: | Guarnieri (Milano) |

|                                  |           |                       |
| Cabrini 48’ (rig.) Subinaghi 51’ | Marcatori | 18’ Aimi 54’ Manzotti |

| Arbitro: | Enrietti (Torino) |

|                                     |           |            |
| Pitto 30’ Maini 40’, 41’ Busini 89’ | Marcatori | 48’ Agosti |

| Arbitro: | Giorgi (Milano) |

|  |           |                       |
|  | Marcatori | 44’ (aut.) Balestreri |

| Arbitro: | Malagodi (Ferrara) |

|                            |           |  |
| Lauro 12’ Ferrari 40’, 47’ | Marcatori |  |

#### Girone di ritorno
| Arbitro: | Lenti (Genova) |

|            |           |                     |
| Musoni 24’ | Marcatori | 71’ Leone 87’ Rossi |

| Arbitro: | Scarpi (Dolo) |

|             |           |  |
| Dossena 27’ | Marcatori |  |

| Arbitro: | Sassi (Roma) |

|                                 |           |                |
| Cesarini 7’, 13’, 64’ Zanni 84’ | Marcatori | 30’ Camisaschi |

| Arbitro: | Mattea (Torino) |

|                                       |           |  |
| Pitacco 5’ Rocco 34’, 52’ Vollono 61’ | Marcatori |  |

| Cremona 30 marzo 1930 22ª giornata | Cremonese         | 0 – 0 referto | Ambrosiana | Stadio Giovanni Zini\| Arbitro: \| Garbieri (Genova) \| |
| Arbitro:                           | Garbieri (Genova) |               |            |                                                         |

| Arbitro: | Mastellari (Bologna) |

|                   |           |            |
| Casanova 21’, 24’ | Marcatori | 75’ Bodini |

| Arbitro: | Guarnieri (Milano) |

|             |           |                             |
| Cabrini 14’ | Marcatori | 44’ Caimmi 58’, 59’ Pastore |

| Arbitro: | Caironi (Milano) |

|                             |           |                 |
| Gatti 10’, 77’ Ferraris 17’ | Marcatori | 31’, 67’ Serdoz |

| Cremona 4 maggio 1930 26ª giornata | Cremonese        | 0 – 0 referto | Napoli | Stadio Giovanni Zini\| Arbitro: \| Gonani (Ravenna) \| |
| Arbitro:                           | Gonani (Ravenna) |               |        |                                                        |

| Arbitro: | Garbieri (Genova) |

|  |           |                                    |
|  | Marcatori | 18’ Santagostino 79’, 82’ Sternisa |

| Arbitro: | Zorzi (Venezia) |

|                            |           |                                      |
| Baloncieri 63’, 74’ (rig.) | Marcatori | 10’ Foglia 59’ Subinaghi 70’ Dossena |

| Arbitro: | Guarnieri (Milano) |

|               |           |               |
| Silvestri 20’ | Marcatori | 52’ Subinaghi |

| Arbitro: | Malagodi (Ferrara) |

|               |           |               |
| Subinaghi 71’ | Marcatori | 25’ Perazzolo |

| Arbitro: | U.Gama (Milano) |

|                                                            |           |                |
| Carnevali 15’, 62’ Sabbadini 41’ Scaramelli 58’ Dugoni 76’ | Marcatori | 13’ Sbalzarini |

| Arbitro: | Pagnin (Trieste) |

|  |           |                     |
|  | Marcatori | 15’, 18’, 20’ Maini |

| Arbitro: | Caironi (Milano) |

|                                                |           |                                             |
| Braga 21’ Frisoni 42’ Moretti 54’ Morselli 88’ | Marcatori | 28’ Sbalzarini 34’ (rig.) Bodini 66’ Serdoz |

| Arbitro: | Garbieri (Genova) |

|            |           |              |
| Serdoz 84’ | Marcatori | 79’ Gastaldi |

## Statistiche

### Statistiche di squadra
| Competizione | Punti | In casa | In casa | In casa | In casa | In casa | In casa | In trasferta | In trasferta | In trasferta | In trasferta | In trasferta | In trasferta | Totale | Totale | Totale | Totale | Totale | Totale | DR  |
| Competizione | Punti | G       | V       | N       | P       | Gf      | Gs      | G            | V            | N            | P            | Gf           | Gs           | G      | V      | N      | P      | Gf     | Gs     | DR  |
| ------------ | ----- | ------- | ------- | ------- | ------- | ------- | ------- | ------------ | ------------ | ------------ | ------------ | ------------ | ------------ | ------ | ------ | ------ | ------ | ------ | ------ | --- |
| Serie A      | 16    | 17      | 2       | 7       | 8       | 11      | 21      | 17           | 2            | 1            | 14           | 20           | 62           | 34     | 4      | 8      | 22     | 31     | 83     | -52 |

### Statistiche dei giocatori
| Giocatore      | Serie A  | Serie A |
| Giocatore      | Presenze | Reti    |
| -------------- | -------- | ------- |
| A. Agosti      | 6        | 2       |
| P. Balestreri  | 28       | 0       |
| S. Bindi       | 4        | 0       |
| R. Bodini II   | 31       | 2       |
| G. Bozzoni     | 1        | -6      |
| M. Bugna       | 6        | 0       |
| L. Cabrini     | 27       | 2       |
| P. Camisaschi  | 12       | 3       |
| A. Cavicchioli | 16       | 0       |
| I. Defendi     | 5        | 0       |
| L. Desti       | 19       | -39     |
| N. Dossena     | 14       | 2       |
| U. Ferrazzi    | 14       | -36     |
| B. Foglia      | 15       | 1       |
| D. Gabriele    | 3        | 0       |
| A. Guanzini    | 1        | 0       |
| M. Manfredi    | 2        | 0       |
| A. Mazzoletti  | 11       | 0       |
| A. Mondini     | 19       | 0       |
| E. Musoni      | 3        | 1       |
| B. Perotti     | 8        | 1       |
| L. Pollastri   | 32       | 0       |
| A. Ravani      | 3        | 0       |
| A. Rossi       | 1        | 0       |
| C. Santopaolo  | 3        | 0       |
| P. Sbalzarini  | 28       | 2       |
| O. Serdoz      | 29       | 7       |
| O. Subinaghi   | 23       | 7       |
| L. Trovati     | 10       | 0       |